# Hradište (okres Poltár)
Hradište je obec na Slovensku v okrese Poltár v Banskobystrickém kraji. Žije zde 240 obyvatel, rozloha katastrálního území činí 14,51 km².

## Poloha
Obec leží v jižní části Veporslého Rudohoří na úpatí Stolických vrchů v údolí potoka Držkovo, severně cca 11 km od okresního města Poltár. Nadmořská výška se pohybuje v rozmezí 280 až 900 m, střed obce je v 300 m n. m. Ze tří stran je krytá rozsáhlým masívem Málinských, Hradišských a Krnanských vrchů.
Území je členité tvořené horninami veporského krystalinika a štěrky poltárské formace. Povrch je částečně pokryt listnatými lesy, místy smíšenými lesy.

## Historie
V lokalitě Hrádok je hradiště z doby bronzové. První písemná zmínka o obci pochází z roku 1411, kdy je nazývaná Hradischa. Její vznik se datuje někdy do 13. století, kdy byla v majetku panství hradu Fiľakovo. Další historické názvy: v roce 1435 – Hradissa, 1454 – Haradihcha, 1573 – Hradistia, 1773 – Hradiste, maďarsky: Hradistya, Várkút. Obyvatelé se živili zemědělstvím, chovem dobytka a později zpracováním dřeva (výroba dřevěného nádobí a kolářství). V roce 1828 měla 60 domů a 608 obyvatel. V letech 1831 a 1873 postihla obec epidemie cholery.

## Památky
- Secesní evangelický kostel z roku 1898 s oltářním obrazem Kristus na moři od malíře Františka Gyurkovitsa z roku 1949.
- Klasicistní kúria z roku 1822.
- V zaniklé osadě Várkút stojí kaplička Božského Srdce z roku 1923.[4]
- Uprostřed obce stojí pomník padlým v druhé světové válce.[4]